# Стронконе
Стронко̀не (на италиански: Stroncone) е градче и община в Централна Италия, провинция Терни, регион Умбрия. Разположено е на 450 m надморска височина. Населението на общината е 5079 души (към 2010 г.).